# ボルテックスミキサー
ボルテックスミキサーとは、試験管の底部を高速旋回して内容液を撹拌する実験器具である。
上向きの電動機に、駆動軸の中心からずれた位置にゴム製の椀がついている。試験管の底部を椀の中や縁に接触させて高速旋回することで、内容液に渦（vortex）が形成され、撹拌が行われる。旋回速度の調節つまみが付いているものや、椀に圧力がかかったときにのみ旋回するものもある。
ボルテックスミキサーは生物学の実験室などで利用される。たとえば、培養や微生物学の実験で、細胞の懸濁液を調製するのに用いられる。また、生化学や分析化学においては、定量用試薬の混合や、試料の均一な倍散のために用いられる。学問以外の領域でも、市販品のボルテックスミキサーが塗料等の撹拌に用いられることがある。
クラフト兄弟（ジャック・Aとハロルド・D）が、実験器具メーカーのサイエンティフィック・インダストリー社在籍中に開発した。1959年4月6日に米国で特許申請され、1962年10月30日、米国特許番号3061280として認可された。特許に基づくオリジナル版は、サイエンティフィック・インダストリー社によって製作が行われた。
なお、機械を用いずとも、類似の渦流を手で発生させることは可能である。試験管の下方を指で前後に叩けばよい。この方法は時間がかかり、撹拌も不十分になりがちだが、ボルテックスミキサーがない場合や、機械では損傷しかねない繊細な試料を操作する場合に適している。ただし、腐食性の物質をこの方法で撹拌するのは避けたほうが良い。相溶性の液体同士の混合を早める程度の作業に適用するのが適当である。